# Danila Stoyanova

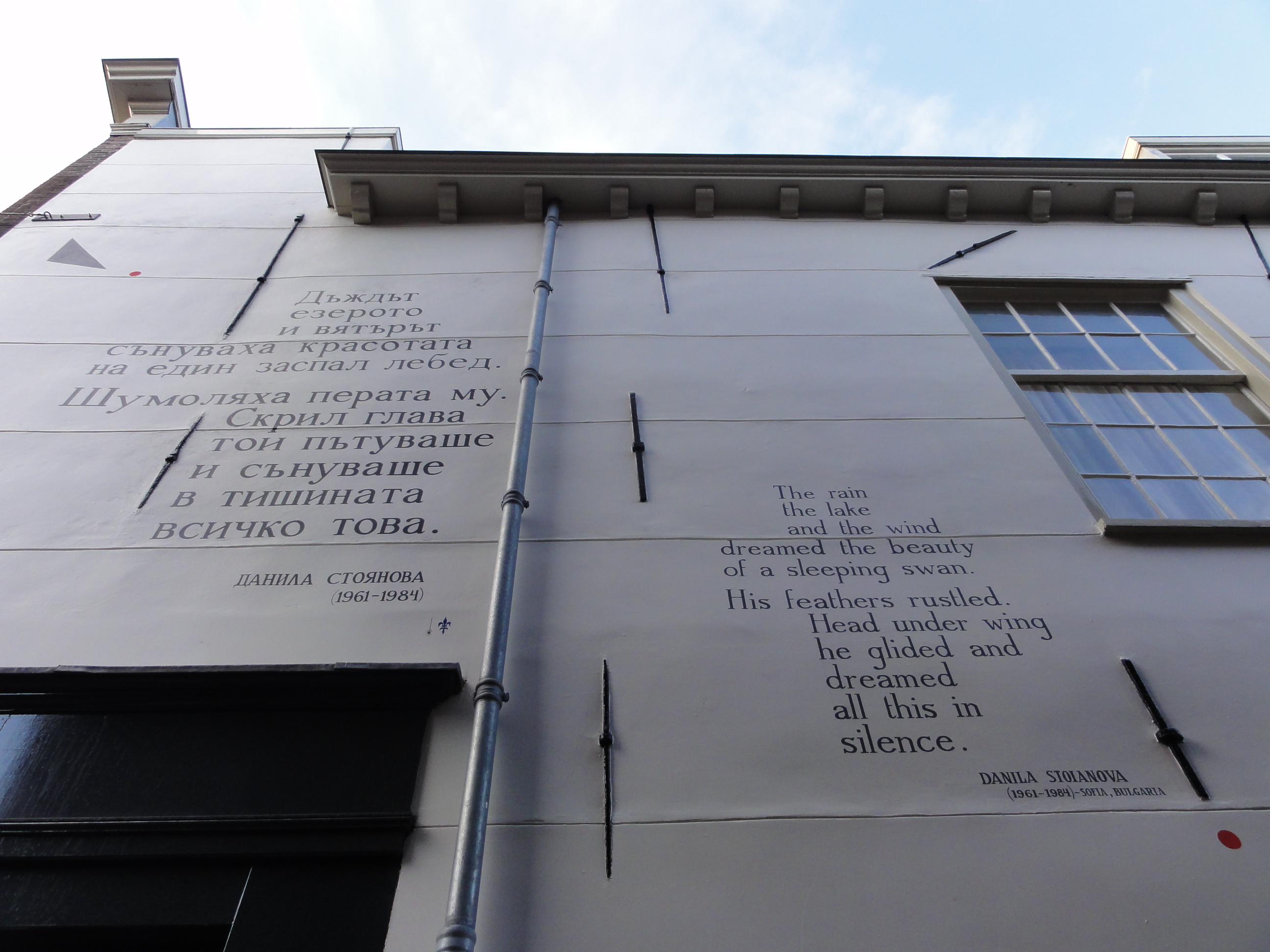
Danila Stoyanova - muurgedicht 'Regen, meer en wind' in Leiden

Danila Stoyanova (Bulgaars: Данила Стоянова) (Sofia, 1961 - Parijs, 1984) was een Bulgaars dichteres.
Ze was de dochter van Tsvetan Stoyanov, een charismatische literair criticus en vertaler. Als kind hoorde ze de gedichten van Emily Dickinson en T.S. Eliot gelezen in het Engels en in haar vaders vertaling. Ze woonde in een huis vol boeken, en was vaak in het gezelschap van dichters — vrienden van haar ouders. Haar vader overleed plotseling in 1971. Haar oma stierf kort daarna. Op haar 18e werd Danila gediagnosticeerd met leukemie in een ver stadium. Ze vocht vijf jaar moedig tegen deze ziekte, maar uiteindelijk bezweek haar immuunsysteem, verzwakt door chemotherapie. Ze stierf op 23-jarige leeftijd in Parijs.
Door de censuur van haar tijd werden haar gedichten pas lang na haar dood in 1990 in Bulgarije uitgegeven onder de titel Спомен за сън (Herinnering aan een droom). In 2003 volgde de Engelstalige uitgave Memory of a dream, uit het Bulgaars vertaald door Ludmilla Popova-Wightman.

## Muurgedicht
In het kader van het project "Gedichten op muren" is in 2011 in Leiden het gedicht 'Regen, meer en wind' van Danila Stoyanova op de zijmuur aangebracht van Breestraat 135, hoek Ketelboetersteeg.
- International Standard Name Identifier: 0000 0000 3668 5399
- Library of Congress Control Number: n2005083409
- Virtual International Authority File: 68343479